# نصر المقدسي
شيخ الإسلام أبو الفتح نصر بن إبراهيم بن نصر بن إبراهيم بن داود النابلسي المقدسي الشافعي، فقيه شافعي ومحدث ومؤلف.

## طلبه للعلم
ولد قبل سنة 410 هـ، وارتحل إلى دمشق قبل الثلاثين، فسمع صحيح البخاري من أبي الحسن بن السمسار صاحب الفقيه أبي زيد المروزي، وسمع من عبد الرحمن بن الطبيز، وأبي الحسن محمد بن عوف المزني، وابن سلوان المازني وطبقتهم، وسمع من هبة الله بن سليمان، وغيره، وبصور من الفقيه سليم الرازي، وبغزة من محمد بن جعفر الميماسي وقد سمع منه الموطأ، وبالقدس من أبي القاسم عمر بن أحمد الواسطي، وأبي العزائم محمد بن محمد بن الغراء البصري، وأبي الفرج عبيد الله بن محمد المراغي النحوي، وأبي بكر محمد بن الحسن البشنوي الصوفي، وبميافارقين من أبي الطيب سلامة بن إسحاق الآمدي، وسمع من أبي علي الأهوازي المقرئ، ومن عبد الوهاب بن الحسن بن برهان الغزال وقد لقيه بصور، وأجاز له من مكة أبو ذر عبد بن أحمد الهروي، ومن بغداد القاضي أبو الطيب، ومن صيدا الحسن بن محمد بن أحمد بن جميع وطائفة.
وصنف كتاب الحجة على تارك المحجة وأملى مجالس خمسة، وبرع في المذهب الشافعي. تفقه على الدارمي، وعلى الفقيه سليم وغيرهما، واستوطن بيت المقدس مدة طويلة، ثم تحول في أواخر عمره، وسكن دمشق عشر سنين. حدث عنه: الخطيب وهو من شيوخه، ومكي بن عبد السلام الرميلي ومحمد بن طاهر، وأبو القاسم النسيب، وجمال الإسلام أبو الحسن علي بن المسلم، والقاضي المنتجب يحيى بن علي القرشي، وأبو الفتح نصر الله بن محمد المصيصي، وعلي بن أحمد بن مقاتل، وحسان بن تميم، ومعالي بن الحبوبي، وأبو يعلى حمزة بن الحبوبي، وحمزة بن أحمد بن كروس، والقاضي أبو بكر بن العربي. ولحقه أبو حامد الغزالي وتفقه به وناظره، وكان يشغل في جامع دمشق في الزاوية الغربية الملقبة بالغزالية.

## مكانته العلمية
- قال الحافظ أبو القاسم بن عساكر: «قدم دمشق سنة ثمانين وأربعمائة، فأقام بها يدرس المذهب إلى أن مات، ويروي الحديث، وكان فقيها إماما زاهدا عاملا، لم يقبل صلة من أحد بدمشق، بل كان يقتات من غلة تحمل إليه من أرض نابلس، فيخبز له كل يوم قرصة في جانب الكانون، حكى لنا ناصر النجار وكان يخدمه من زهده وتقلله وتركه الشهوات أشياء عجيبة».
- قال غيث بن علي الأرمنازي: «سمعت الفقيه نصرا يقول درست على الفقيه سليم الرازي من سنة سبع وثلاثين وأربعمائة إلى سنة أربعين، ما فاتني منها درس، ولا وجعت إلا يوما واحدا، وعوفيت. وسألته في كم التعليقة التي صنفها قال: في نحو ثلاث مائة جزء، ما كتبت منها حرفا إلا وأنا على وضوء، أو كما قال... وسمعت من يحكي أن الملك تاج الدولة تتش بن ألب أرسلان زار الفقيه نصرا يوما، فلم يقم له، ولا التفت إليه، وكذا ابنه الملك دقاق، فسأله عن أحل الأموال التي يتصرف فيها السلطان، قال أحلها أموال الجزية، فقام من عنده، وأرسل إليه بمبلغ، وقال هذا من الجزية، ففرقه على الأصحاب، فلم يقبله، وقال لا حاجة بنا إليه، فلما ذهب الرسول، لامه الفقيه نصر المصيصي، وقال قد علمت حاجتنا إليه، فقال: لا تجزع من فواته، فسوف يأتيك من الدنيا ما يكفيك فيما بعد، فكان كما تفرس فيه».
- قال الحافظ ابن عساكر: «كان رحمه الله على طريقة واحدة من الزهد والتنزه عن الدنيا والتقشف، حكى لي بعض أهل العلم قال: صحبت إمام الحرمين بخراسان، والشيخ أبا إسحاق ببغداد، فكان طريقه عندي أفضل من طريقة إمام الحرمين، ثم قدمت الشام، فرأيت الفقيه أبا الفتح، فكانت طريقته أحسن من طريقتيهما».
- قال الذهبي: «كان الفقيه نصر يعرف أيضا بابن أبي حائط، ألف كتاب الانتخاب الدمشقي في بضعة عشر مجلدا، وله كتاب التهذيب في المذهب، في عشرة أسفار، وله كتاب الكافي في المذهب مجلد، ما فيه أقوال ولا وجوه، وعاش نيفا وثمانين سنة رحمه الله، ودفن بمقبرة باب الصغير، قال الحافظ أبو القاسم توفي في المحرم سنة تسعين وأربعمائة».[3]

## وفاته
أرخ ابن عساكر وفاة الفقيه نصر في يوم عاشوراء سنة 490 هـ، ودفن بمقبرة الباب الصغير بدمشق.